# Edward L. Hubbard
Edward Lee Hubbard (sinh ngày 18 tháng 5 năm 1938) là cựu sĩ quan Không quân Mỹ, tác giả, nghệ sĩ và diễn giả truyền cảm hứng nổi tiếng thế giới.

## Tiểu sử

### Thân thế và học vấn
Hubbard chào đời tại Kansas City, Missouri vào năm 1938, con của cặp vợ chồng Jess E. Hubbard, và vẫn sinh sống tại nơi đây trong suốt 24 năm đầu đời. Ông tốt nghiệp Trường Trung học Shawnee Mission vào tháng 5 năm 1957. Từ tháng 12 năm 1957 đến tháng 8 năm 1961, ông vào làm việc trong ngành may mặc đồ nam.

### Binh nghiệp
Hubbard gia nhập Lực lượng Dự bị Không quân tại Căn cứ Không quân Richards-Gebaur vào năm 1955, khi mới mười bảy tuổi. Trong thời gian đó, ông là kỹ sư bay lái chiếc C-119. Tháng 8 năm 1961, ông chấp hành nhiệm vụ hiện dịch và tham gia chương trình đào tạo phi công tại Căn cứ Không quân James Connally ở Texas để thụ huấn khóa Huấn luyện Điều hướng Cơ bản. Ngày 6 tháng 7 năm 1962, ông được phong quân hàm và nhận huy hiệu của mình.
Ngày 20 tháng 7 năm 1966, khi đang thực hiện phi vụ thứ 26 tại miền Bắc Việt Nam, chiếc EB-66C của Hubbard đã bị hai tên lửa đất đối không bắn trúng. Trong số sáu thành viên phi hành đoàn, tất cả trừ một người đều sống sót sau vụ bắn hạ và bị đối phương bắt giam ngay sau đó. Lúc đấy Hubbard mới chỉ là Thiếu úy. Sau khi chạy xuyên rừng trong nhiều giờ liền, ông bị binh lính Bắc Việt bắt được và đưa vào trại tù binh chiến tranh. Ở đó, ông bị giam trong một phòng giam rộng sáu feet và sống với chưa đầy 300 calo mỗi ngày. Sau 2.420 ngày bị giam cầm, cuối cùng ông chỉ được phóng thích vào ngày 4 tháng 3 năm 1973, cùng với nhiều người khác trong trại. Trải nghiệm này làm thay đổi hẳn nhân sinh quan của Hubbard kể từ đó.

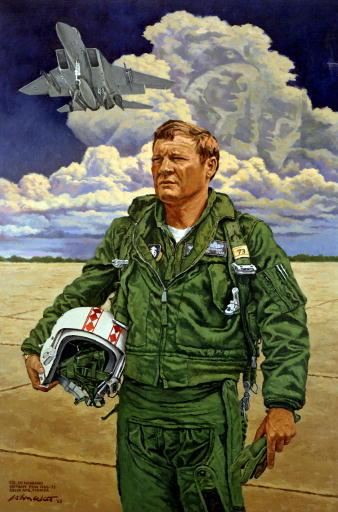
Bức chân dung Hubbard kích thước thật của John Witt được treo tại Lầu Năm Góc.

Vừa trở về nước, Hubbard bắt đầu sử dụng cách suy nghĩ mới mang tính tích cực của mình và chỉ sau tám ngày triển khai giúp tăng năng suất của nguồn lực trị giá 350 triệu đô la lên 50%. Sau đó, ông được thừa hưởng một tổ chức được chỉ định là "...quản lý tồi tệ nhất..." trong số 58 đơn vị theo đợt kiểm toán của Không quân Mỹ. Trong vòng bốn tháng, Ed Hubbard đã xoay chuyển tình thế của đơn vị này và chứng minh được sự cải thiện đáng kể về mặt thống kê trong 96% lĩnh vực được kiểm toán. Trong mười năm làm người đứng đầu tổ chức an toàn lớn nhất trong Không quân, họ đã phá vỡ mọi kỷ lục. Họ đạt được mức cải thiện từ 30% đến 70% trong mọi hạng mục, trong khi mức cải thiện 3% vốn là chuẩn mực từ lâu. Tổ chức của Ed Hubbard được công nhận là "Tốt nhất trong Không quân" trong mười năm liên tiếp và tỷ lệ tổn thất hàng triệu đô la được chấp nhận trước đó đã giảm xuống còn dưới năm mươi nghìn đô la mỗi năm.
Sau cùng ông rời Không quân về hưu với cấp bậc đại tá vào năm 1990.

## Diễn thuyết
Khi nói về việc bị giam cầm, Hubbard cho biết không có điều gì ông học được trong Không quân chuẩn bị cho ông cho một trải nghiệm như vậy, nhưng mỗi ngày ở trong phòng giam đã dạy cho ông rằng sự sống sót là có khả năng, ngay cả trong những tình huống tồi tệ nhất. Năm 1985, ông tham gia diễn thuyết trước công chúng để cho mọi người có thể hưởng lợi từ những bài học mà ông học được khi bị giam cầm. Sau khi về hưu, ông đứng ra thành lập công ty mang tên Positive Vectors, Inc., chuyên giúp đỡ những người khác vượt qua mọi trở ngại, sống sót qua mọi thử thách và đạt được bất kỳ mục tiêu nào nhờ vào phát triển trạng thái tinh thần đúng đắn. Kể từ đó, Hubbard đi khắp nơi và nói chuyện với hàng ngàn thành viên của các công ty, cơ quan chính phủ và tổ chức phi lợi nhuận Mỹ. Ông còn viết sách nhan đề Escape from the Box: The Wonder of Human Potential xuất bản vào tháng 1 năm 1994. Hubbard hiện đang sống tại Fort Walton Beach, Florida với vợ mình tên là Jennifer.

## Vinh danh
Kể từ ngày 22 tháng 3 năm 1983, một bức tranh sơn dầu có kích thước bằng người thật của Hubbard do họa sĩ John Witt vẽ được treo bên trong Lầu Năm Góc như một phần của Bộ sưu tập Nghệ thuật của Không quân Mỹ.